# 高砂町 (基隆市)

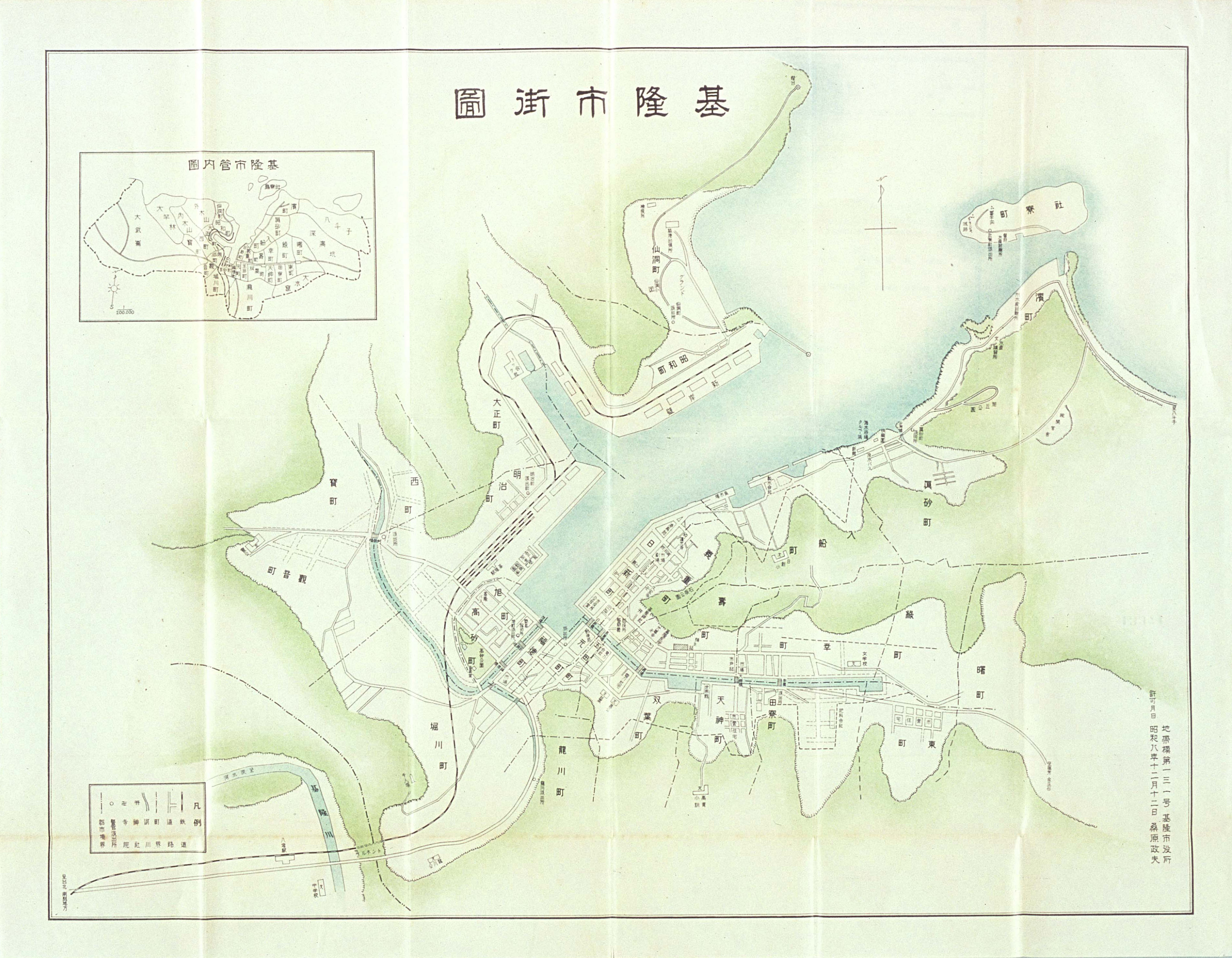
基隆市街圖

高砂町為台灣日治時期臺北州基隆市的一個町，分為一至四丁目，於基隆市自昭和6年（1931年）10月1日實施町名改正後設置，位於高砂公園前（後井子和崁子頂一帶），町名取自「高砂公園」；當地原屬於基隆市大字基隆的暗街子、崁子頂、後井子、媽祖宮口、新店、和興頭和罾子寮。
高砂町約為現今地籍新店段的範圍，約為仁愛區同風里、明德里和文昌里南側。

## 町內設施
- 高砂公園
- 慶安宮